# Christian Bauer (Inspizient)
Christian Bauer (* 1964 in Linz) ist ein österreichischer Schauspieler, Sprecher und Bühneninspizient.

## Werdegang
Bauer absolvierte nach der Matura am Ramsauergymnasium ein Schauspielstudium am Linzer Brucknerkonservatorium und ist seit 1989 am Landestheater Linz engagiert. Nebenbei war er Ensemble-Mitglied am Linzer Puppentheater und wirkte als Sprecher in ORF-Hörspielen ("Ohrenbär" – Landesstudio OÖ) mit. Seit 1996 stand er im Rahmen des Theaterspectacel Wilhering unter der Leitung von Joachim Rathke auf der Bühne.

## Anerkennungen
- 2012 Kulturmedaille des Landes Oberösterreich[1][2]